# Theophilus London

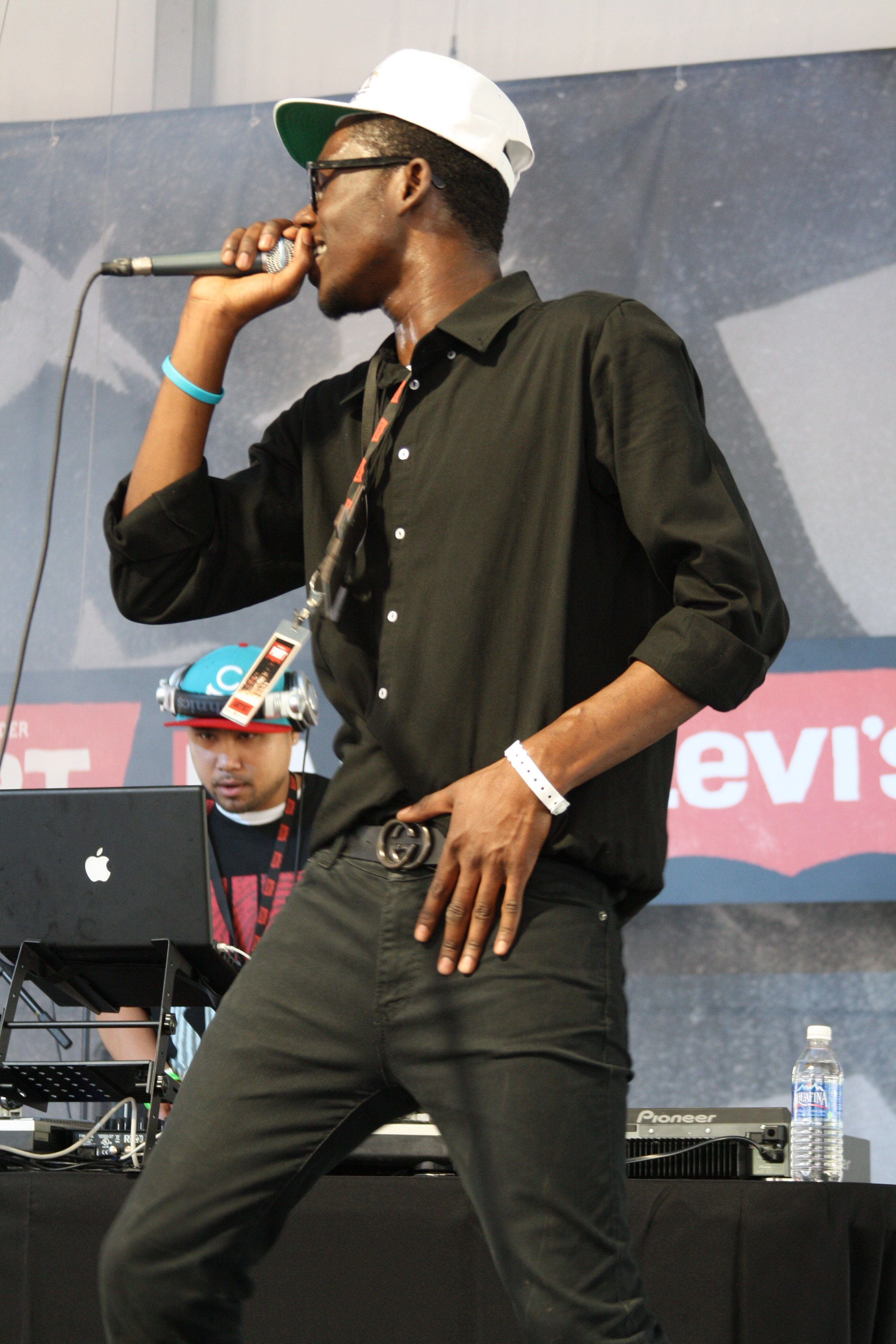
Theophilus London (2009)

Theophilus Musa London (* 23. Februar 1987 in Port of Spain  auf Trinidad) ist ein US-amerikanischer Rap- und Hip-Hop-Musiker, sowie Produzent aus Brooklyn, New York.

## Biografie
Theophilus wurde am 23. Februar 1987 auf Trinidad geboren. Ein Jahr später siedelte er mit seiner Familie in die Vereinigten Staaten über und wuchs im New Yorker Stadtbezirk Brooklyn auf. Seinen Abschluss machte er im Jahr 2006 an der Pocono Mountain East High School, die sich im Nordosten des US-Bundesstaates Pennsylvania befindet.
Im Dezember 2022 meldete seine Familie ihn als vermisst. Er war am 15. Oktober 2022 zuletzt gesehen worden. Anfang Januar 2023 wurde er, nach Angaben seines Cousins, wohlbehalten wieder aufgefunden.

## Musikkarriere

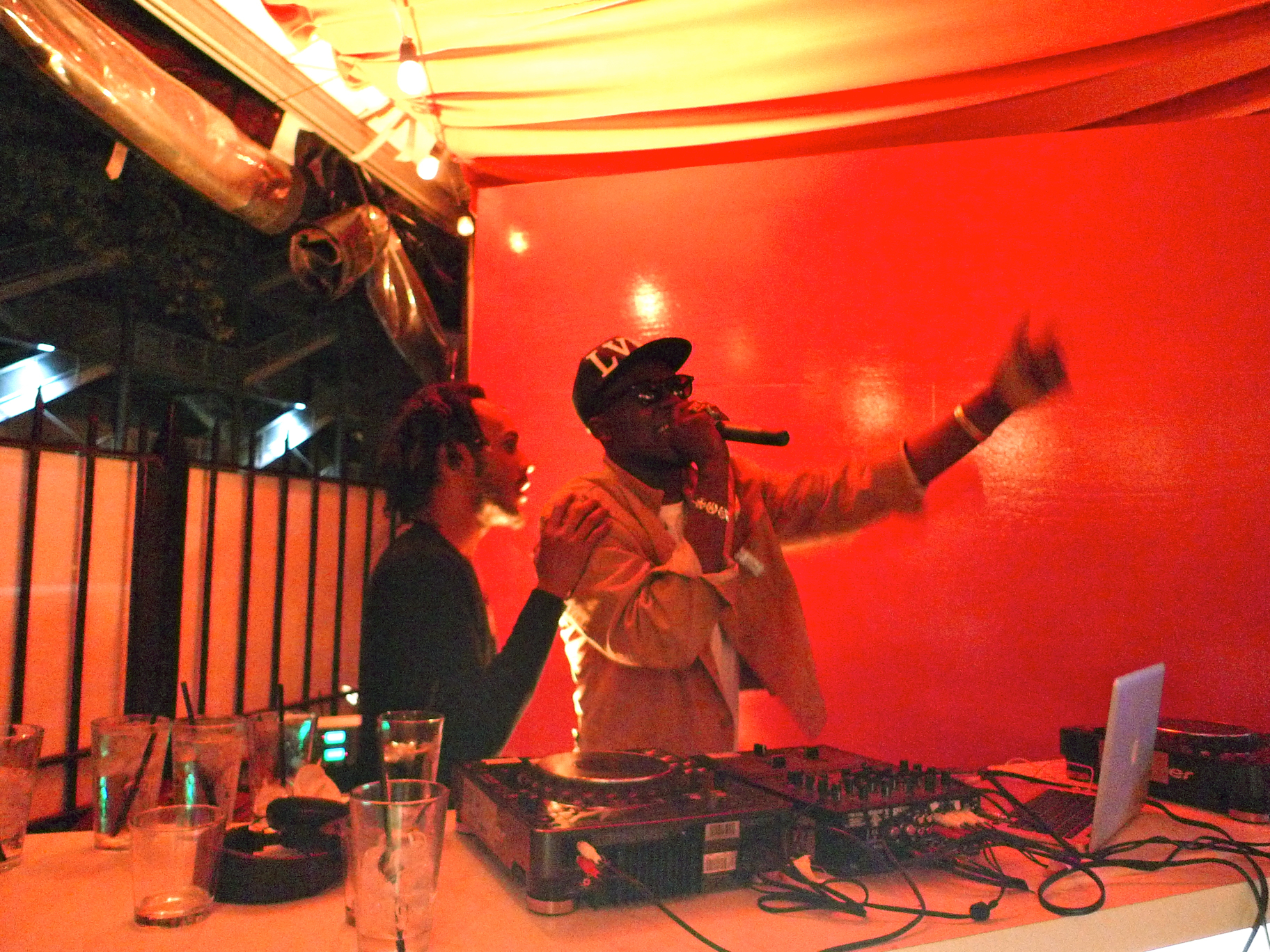
Theophilus London (2011)

Im Jahr 2007 begann Theophilus die Zusammenarbeit mit dem New Yorker Label Normrex. Zu dieser Zeit entstanden seine ersten kostenlos erhältlichen Mixtapes. Im Jahr 2011 veröffentlichte er unter dem Label Reprise seine erste EP Lovers Holiday, sowie sein erstes Album Timez Are Weird These Days.
Der Remix seines 2011 veröffentlichten Songs Wine & Chocolate vom deutschen DJ-Duo Andhim kam Anfang 2013 in die deutschen und österreichischen Charts.
Im Jahr 2013 arbeitete Theophilus unter anderem mit Musikern wie Drake, Kanye West, Travis Scott, Brodinski und Dev Hynes zusammen. Er tourte 2013 mit Seeed, dort war er als Vorgruppe engagiert.
London gab 2014 sein zweites Album mit dem Titel Vibes heraus. Der Song Tribe wurde in einer Party-Szene des Films Fifty Shades of Grey verwendet.
2018 veröffentlichte Theophilus London das Mixtape Nights B4 Bebey als Vorgeschmack seines kommenden Albums Bebey, was 2020 unter seinem eigenen Label My Bebey Records erscheint. Darauf Arbeit London unter anderem mit Kevin Parker (Tame Impala), Ariel Pink, Gemaine, Ian Isiah, Lil Yachty und Raekwon. Die gleichnamige Single Bebey erscheint ebenfalls als Remix mit Giggs. Der Song Only You ist ein Cover eines nigerianischen  Disko Hits aus dem Jahr 1984 von Steve Monite.

## Modeszene
Mit seiner Bekanntheit in der Musikszene wuchs auch die Aufmerksamkeit in der Modewelt. Dabei kollaborierte Theophilus London nicht nur als Designer mit Del Toro Shoes, sondern modelte auch unter anderem für Karl Lagerfeld, Chanel, Tommy Hilfiger, Nike und die Vogue.
2021 kreierte London eine ganze Kollektion für Virgil Abloh, die unter dessen Label Off White erschien. Der Stil der Kollektion ist an das Artwork des 2020 erschienenen Albums Bebey sowie an das Geburtsland Londons, Trinidad, angelehnt.
Seit 2021 arbeitet London wieder verstärkt mit Kanye West für Donda zusammen, ein Projekt in dem Kanye West Musik, Kunst, Politik, Mode, Bildung und Architektur vereint. London produziert hierbei im Februar 2022 unter anderem einen Film zum Black History Month mit zahlreichen prominenten Musikern und Sportlern.

## Diskografie
Alben
- 2011: Timez Are Weird These Days
- 2014: Vibes
- 2020: Bebey

Mixtapes
- 2008: Jam!
- 2009: This Charming Mixtape
- 2010: I Want You
- 2012: Rose Island Vol. 1
- 2018: Nights B4 Bebey

EPs
- 2011: Lovers Holiday
- 2014: Lovers Holiday II
- 2019: Lovers Holiday III

Remixes
- 2010: Sabali (featuring Theophilus London) (Amadou & Mariam, Grey x Sage)
- 2012: Timez Are Weird These Nights
- 2018: Bebey (SN1 Road Mix)(featuring Giggs)

Singles
- 2011: Flying Overseas (featuring Devonté Hynes (Blood Orange) & Solange Knowles)
- 2013: Wine & Chocolates (Andhim Remix)
- 2013: Jump (Club Cheval Rap Remix) (featuring Rihanna)
- 2013: Afternoon (Paris 96) (featuring Jesse Boykins III)
- 2014: Rio (featuring Menahan Street Band)
- 2014: Do Girls
- 2018: Bebey
- 2018: Only You (featuring Tame Impala)
- 2018: Whipsplash (featuring Tame Impala)
- 2019: Seals (Solo)
- 2019: Pretty (featuring Ian Isiah)
- 2019: Cuba

Gastbeiträge
- 2011: Neighbors | Theophilus London (The Twilight Saga: Breaking Dawn – Part 1, Original Motion Picture Soundtrack)
- 2012: Nebe Miri | Amadou & Mariam featuring Theophilus London
- 2012: She Said OK | Big Boi (featuring Theophilus London & Tre Luce)
- 2014: JFK | Azealia Banks featuring Theophilus London
- 2014: Tell me | Jesse Boykins III featuring Theophilus London
- 2015: All Day / Kanye West featuring Theophilus London, Allan Kingdom & Paul McCartney
- 2019: Feel It | Octavian featuring Theophilus London
- 2019: TALK ABOUT IT | Giggs featuring Theophilus London & Kristian Hamilton
- 2020: Attached | Kill Nigel featuring Theophilus London